# My Getaway
My Getaway est une chanson de la chanteuse américaine Tionne Watkins, sortie le 5 novembre 2000. La chanson est le 1er single extrait de la bande originale du film Les Razmoket à Paris, le film, sortie le 7 novembre 2000.

## Accueil
Aux États-Unis, la chanson atteint la 79e place au Billboard Us R&B Hip-Hop.

## Vidéoclip
Il y démontre des scènes alternant la chanteuse en train de chanter sur un chart avec des ballons représentant les Razmokets puis les scènes du film .

## Pistes et formats
1. Album Version (3:51)
2. Instrumental (3:51)
3. Acapella (3:51)

## Classement
| Chart (2000/01)          | Peak position |
| ------------------------ | ------------- |
| Royaume-Uni              | 44            |
| U.S. Rhythmic top 40     | 31            |
| R&B/Hip-Hop Tracks chart | 79            |